# Graine d'amarante
La graine d'amarante est une graine issue de la pseudo-céréale amarante, et notamment de l'Amarante sanglante, de l'Amarante élégante et de l'Amarante queue-de-renard.

## Intérêt alimentaire
Elle ne contient pas de gluten, elle est riche en protéines (surtout en lysine), lipides et fécule.
Les graines contiennent aussi des facteurs antinutritionnels, et il est donc conseillé de les faire bouillir puis de jeter l'eau de cuisson pour réduire les effets toxiques.

## Préparation
Crue, la graine d'amarante n'est pas comestible et elle doit donc être cuisinée.
Elle peut être utilisée dans les craquelins, pains, galettes, riz au lait, taboulé, etc.

## Galerie

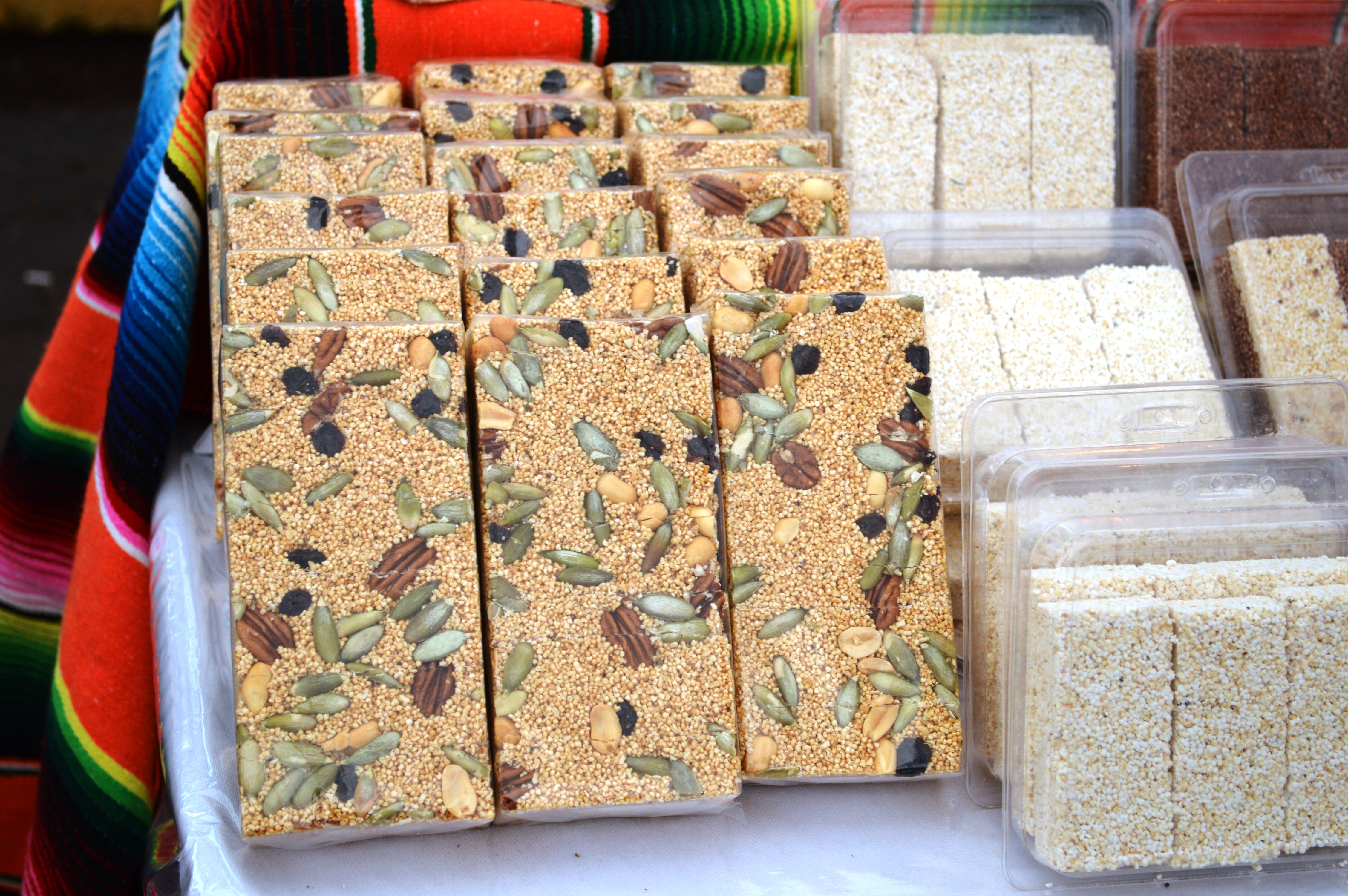
L'alegría, confiserie mexicaine réalisée avec des graines soufflées d'amarante
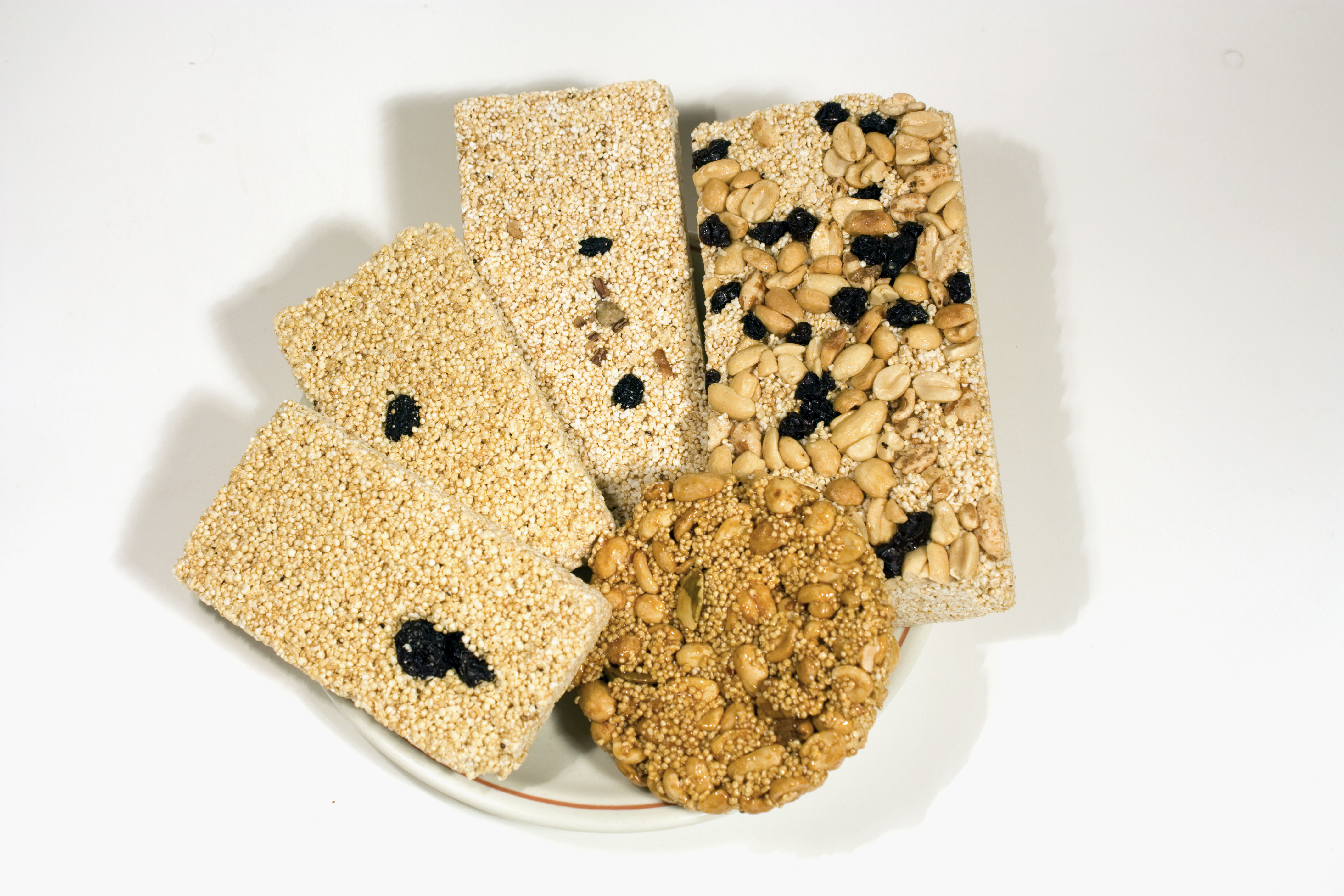
AlegríaS
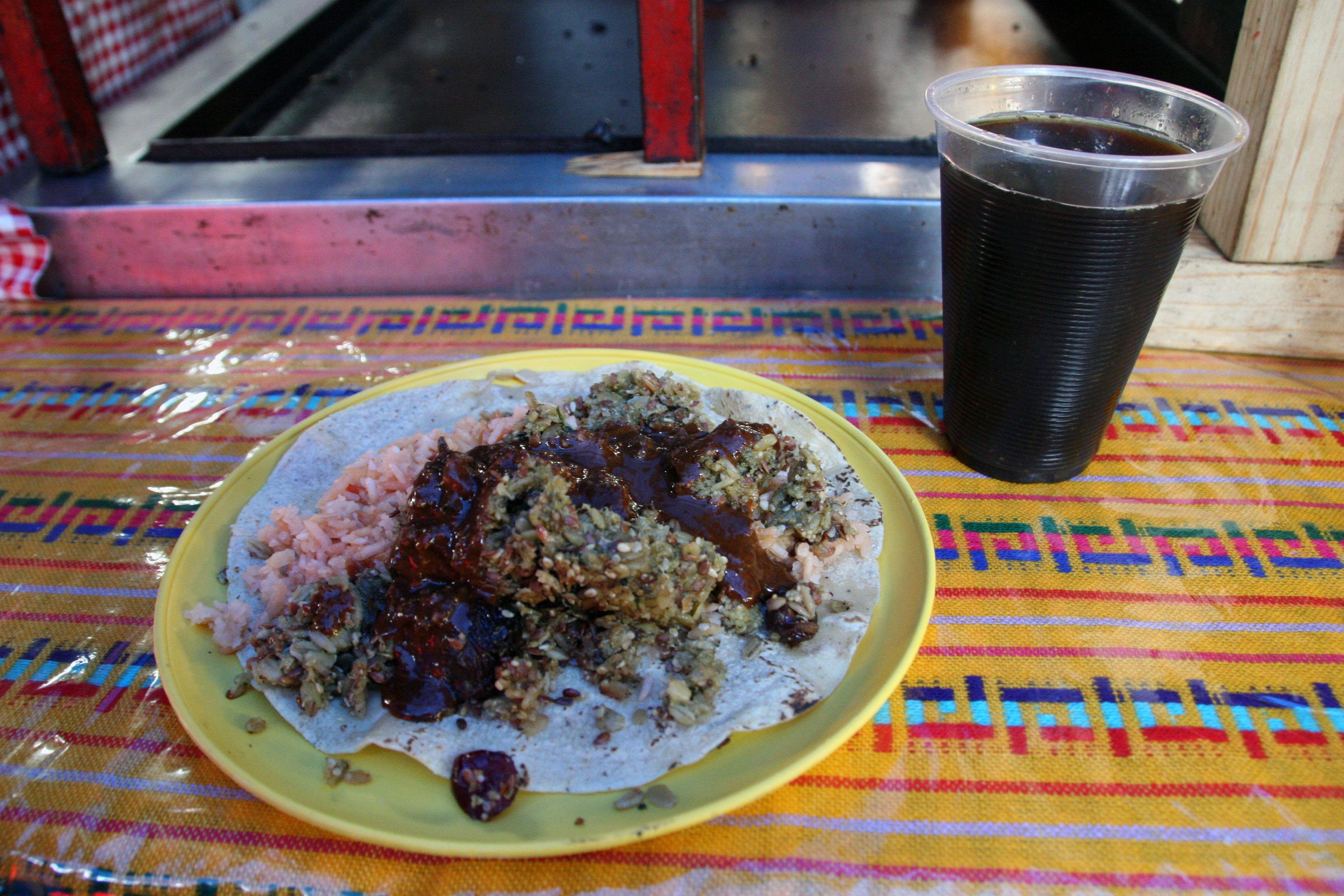
Taco aux sept grains, plat traditionnel de l'époque pré-hispanique qu'il est possible de consommer sur le marché de Tepoztlán, au Mexique. Ce plat est dans une tortilla contenant du riz, de graines d'amarante et du mole
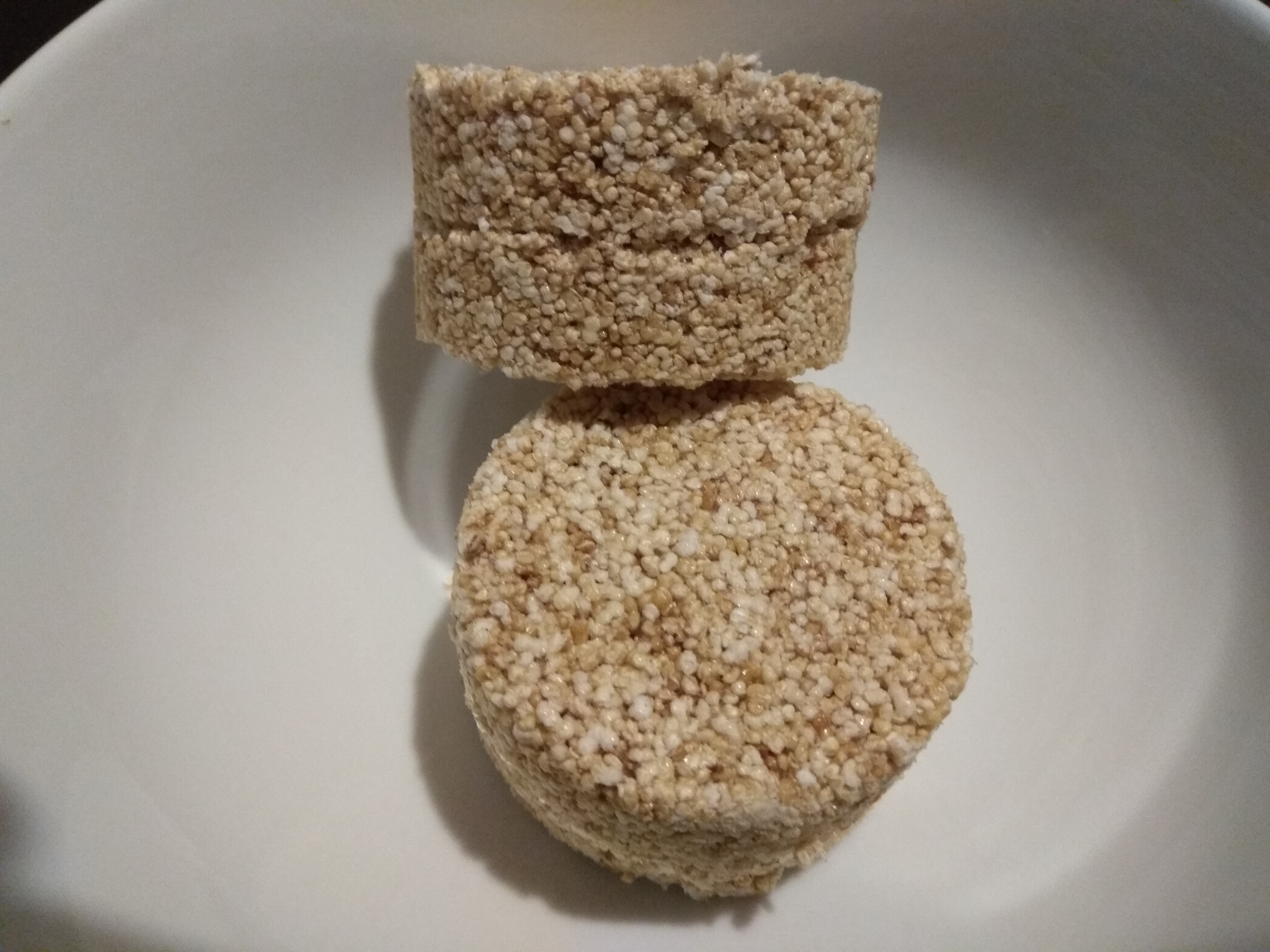
Rouleaux de graines d'amarante, Inde
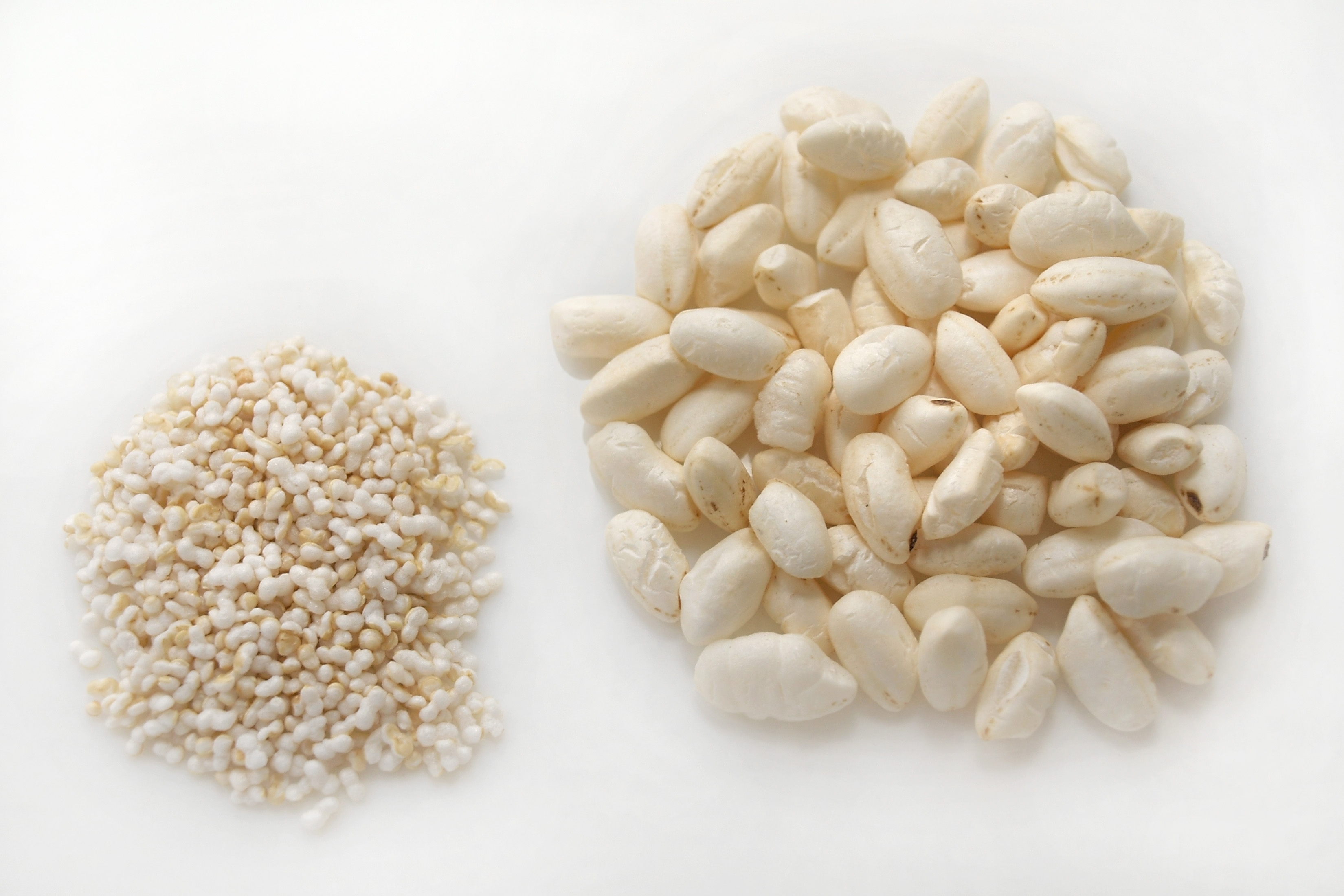
À gauche, graines d'amarante soufflées ; à droite, du riz soufflé
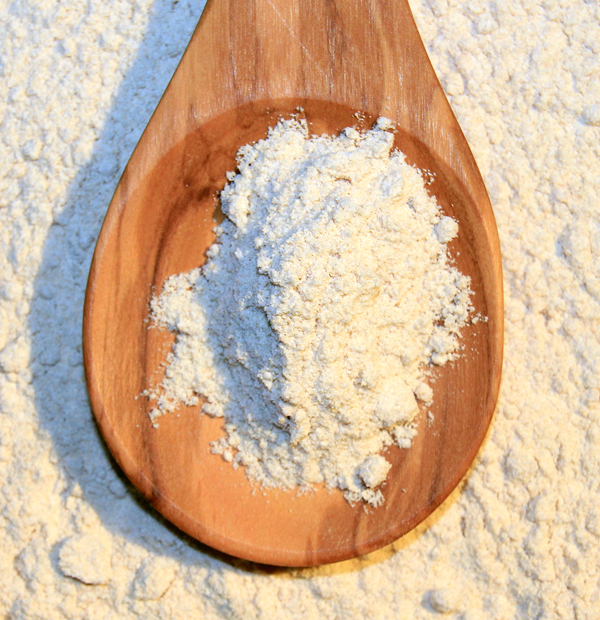
Farine à base de graines d'amarante
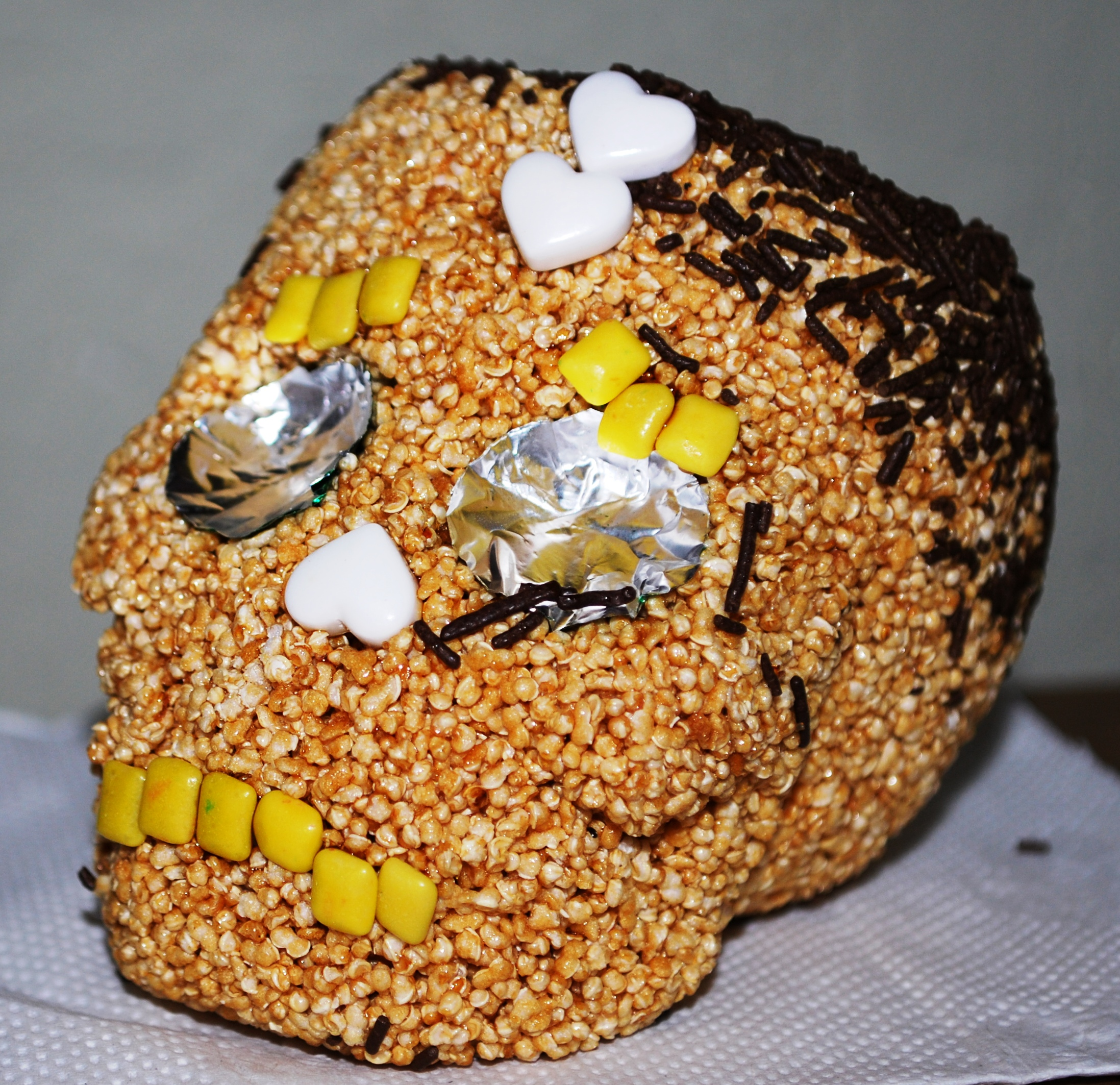
Calavera
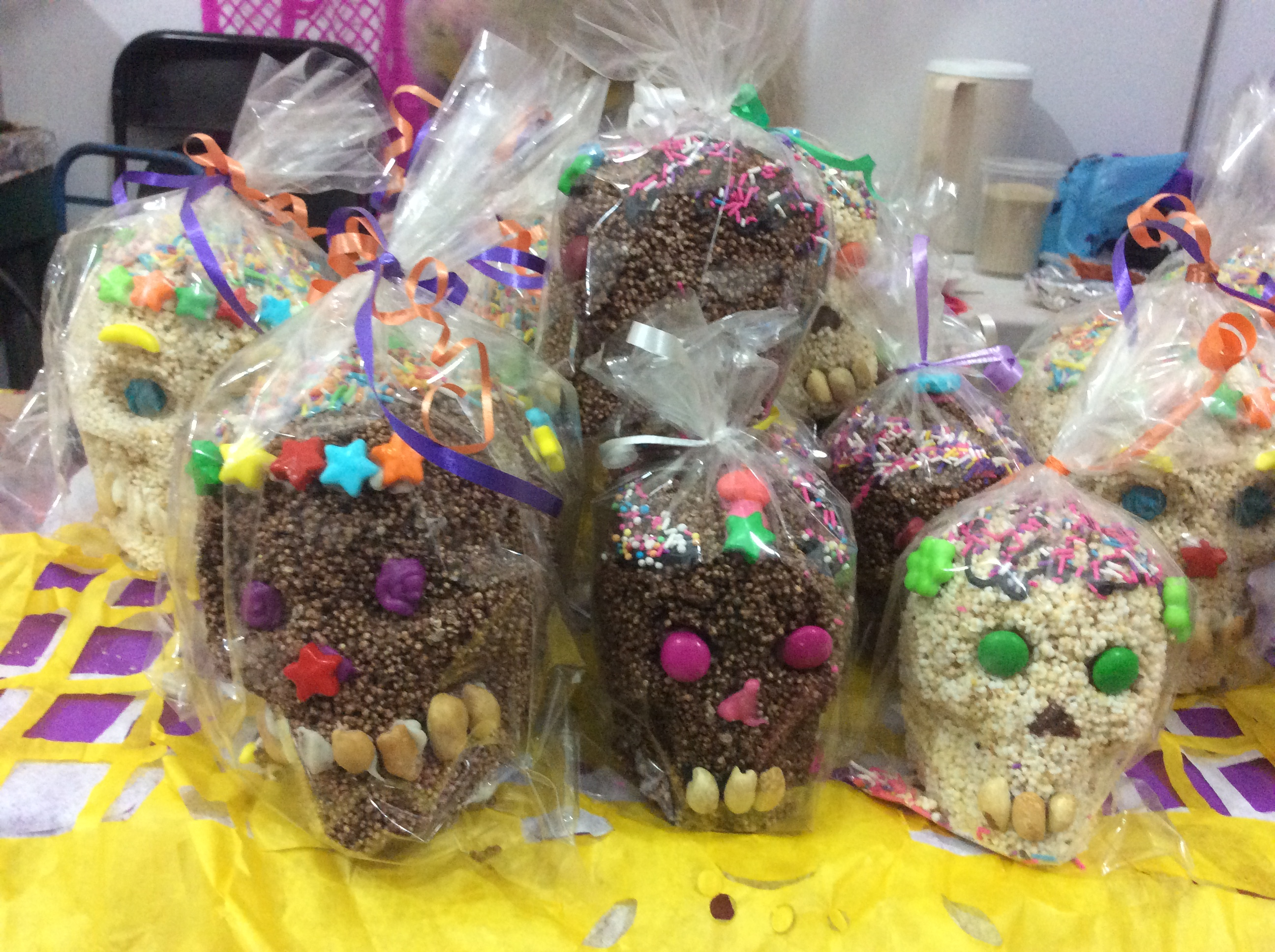
Calaveras